# (6242) 1990 OJ2
(6242) 1990 OJ2 (1990 OJ2, 1953 VY, 1980 RA1, 1987 WH5) — астероїд головного поясу, відкритий 29 липня 1990 року.
Тіссеранів параметр щодо Юпітера — 3,606.